# Henk Krijgsman
H.W.H. (Henk) Krijgsman (1941) is een Nederlands politicus van de VVD.
Hij maakte deel uit van het management van Luchthaven Schiphol voor hij in juni 1986 benoemd werd tot burgemeester van de toenmalige Brabantse gemeente Alphen en Riel. In juni 1992 volgde zijn benoeming tot burgemeester van Budel als opvolger van Dick Wijte die burgemeester van IJsselstein was geworden. Op 1 januari 1997 fuseerden de gemeenten Budel en Maarheeze tot de nieuwe gemeente Cranendonck (eerste jaar heette die gemeente formeel nog Budel) waarmee zijn functie kwam te vervallen. Een half jaar later werd Krijgsman burgemeester van de Zuid-Hollandse gemeente Westvoorne. Hij zou daar die functie blijven vervullen tot juli 2006 toen hij de pensioen gerechtigde leeftijd bereikte.